# Park stanowy Tahquamenon Falls

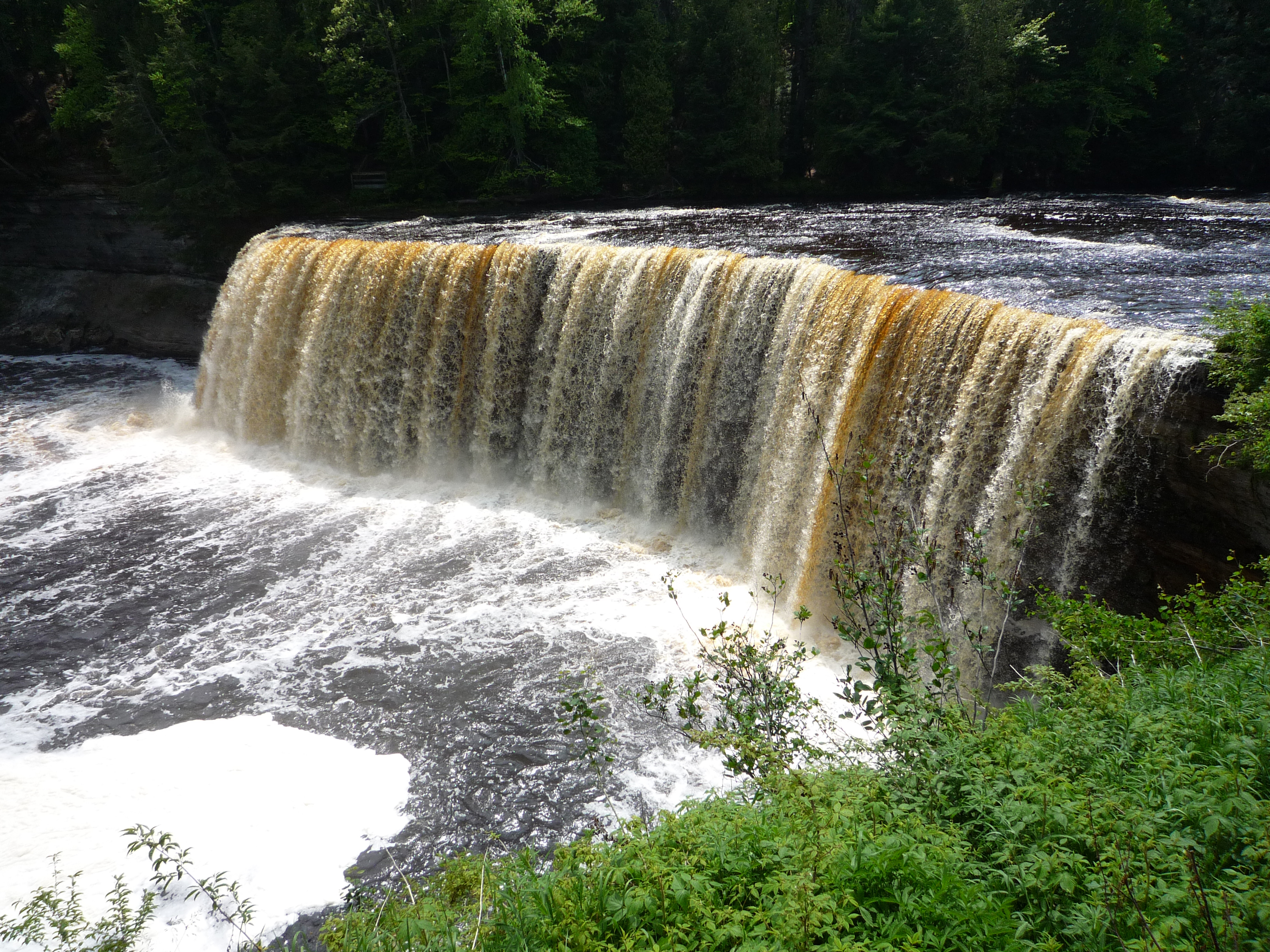
Górny wodospad Tahquamenon

Park stanowy Tahquamenon Falls (ang. Tahquamnenon Falls State Park) znajduje się w pobliżu miejscowości Paradise w północnej części stanu Michigan (tzw. Górny Półwysep (ang. Upper Peninsula) tworząc obszar o powierzchni blisko 20 tys. hektarów wzdłuż rzeki Tahquamenon na odcinku blisko 20 kilometrów.  Na obszarze parku znajdują się dwa wodospady: górny i dolny, które łącznie stanowią jeden z największych wodospadów Ameryki Północnej na wschód od doliny rzeki Missisipi.

## Wodospady
Wodospad górny ma około 70 metrów szerokości przy spadku wód z wysokości około 4,7 m. Największy zarejestrowany przepływ wody, to 200 tysięcy litrów na sekundę. Wodospad znajduje się wśród niemal nietkniętych ludzką działalnością lasów. W okolicy nie ma większych osad ludzkich, znaczniejszych dróg ani linii przesyłowych. Turyści mogą jednak korzystać z platformy widokowej i zejścia do stóp wodospadu.
Wodospad dolny znajduje się około 6 km poniżej górnego i składa się z pięciu mniejszych kaskad/porohów spadających w dół wokół naturalnej wyspy. Nie jest wprawdzie tak widowiskowy, jak wodospad górny, ale oba sprawiaja na turystach spore wrażenie. Dojście dla turystów ułatwiają pomosty widokowe i przystań dla łodzi, którymi można podpływać pod same porohy.
Rzeka Tahquamenon ma swe źródła w okolicy miejscowości McMillan, 156 km od ujścia w (zatoce Whitefish Bay - Jez. Górne) , a jej dorzecze obejmuje ponad 2 500 km kw. powierzchni.
Park jest otwarty przez cały rok pozwalając turystom na korzystanie z uroków dzikiej, niczym nie skażonej przyrody. Na szlakach można spotkać czarnego niedźwiedzia, jelenia, kojota, wydrę, lisa i wielkiego jeżozwierza amerykańskiego. Bobry i norki mają tu swe siedliska, podobnie jak orły bieliki, dzięcioły i wiele innych gatunków ptaków. Wobec ogromnego zasobu ryb w parku dozwolone jest również wędkowanie.
Park zapewnia miejsca namiotowo-kampingowe w czterech ośrodkach zgrupowanych wokół dolnego wodospadu. Ośrodki te (90 miejsc biwakowych każde) posiadają podłączenia do sieci elektrycznej, paleniska, ujęcia wody pitje, ciepłe prysznice i toalety z bieżącą wodą.

## Ciekawostki
- Wodospady znalazły swe miejsce w poemacie jednego z największych poetów amerykańskich Henry’ego W. Longfellowa "Hiawatha"
- Rokrocznie, w drugiej połowie września, odbywają się wyścigi kanadyjek na odcinku 26 km od dolnego wodospadu do ujścia rzeki. Wymagana jest wcześniejsza rejestracja
- W parku kręcono niektóre sceny do filmu Michaela Manna "Ostatni Mohikanin" z roku 1992